# 佐々木利廣
佐々木 利廣（ささき としひろ、1951年（昭和26年） - ）は、日本の経営学者。京都産業大学名誉教授。
主な研究領域は経営組織論、組織間関係論。
愛媛県出身。明治大学政治経済学部経済学科卒業。明治大学大学院経営学研究科博士後期課程単位取得。